# Феодосьев, Борис Николаевич
Борис Николаевич Феодосьев (15 февраля 1904; Казань, Казанская губерния, Российская империя — 10 сентября 1980; Ленинград, РСФСР, СССР) — советский киноактёр. 

## Биография
Родился 15 февраля 1904 года в Казани, в семье отца врача и матери домохозяйки.  Мать ушла из жизни когда Борису было пять лет, после чего отец забрал двух сыновей и дочь в Ейск, там отец прожил до 1939 года и скончался.
В 1913 году Борис стал учиться в гимназии, а из-за прихода советской власти реорганизовалась Единая трудовая школа, в которой юноша продолжил учёбу. В те непростые события и годы, буквально выйдя из стен школы, сразу же записался в Красную армию и начал служить. Сначала служил в звании рядового, затем прошёл обучение в военной школе и стал занимать командирские должности. Будучи военнослужащим, в 1926 году поступил на кино-театральное отделение в мастерскую к Григорию Михайловичу Козинцеву и Леониду Захаровичу Траубергу. Когда стало Феодосьеву трудно совмещать учёбу и службу, то пришлось демобилизоваться.  
В 1928 (1929) году получил диплом профессионального актёра. Начал сниматься в кинокартинах в довоенное время, продолжил кинематографическую деятельность и во времена военного периода и послевоенного периода. Первой работой был фильм «С. В. Д. (Союз великого дела)» в 1927 году, снявшись в роли офицера. Последней работой был фильм »Бег» от 1970 года, где Феодосьев снялся в роли участника тараканьих бегов.  
Будучи в возрасте, Б. Феодосьев стал преподавателем физкультуры в школе, так как всю жизнь держал себя в хорошей физической форме. После того, как вышел на пенсию, остался доживать свои годы дома. 
Ушёл из жизни 10 сентября 1980 года в Ленинграде. Похоронен на Южном кладбище.

## Личная жизнь
Около 1930 года на последнем курсе учёбы у артиста Бориса Феодосьева случился роман с Варварой Владимировной Сошальской, студенткой драматического отделения мастерской Владимира Соловьёва. У них родился сын Владимир Борисович Сошальский, ставший также актёром, шедшим по стопам отца.

## Фильмография
- 1927 — С. В. Д. — офицер
- 1928 — Мой сын — начальник дружины
- 1929 — В огне рождённая — Булах-Балазович; генерал
- 1929 — Новый Вавилон — офицер
- 1929 — Обломок империи — офицер
- 1929 — Флаг наций — секретарь банкира
- 1930 — Города и годы — генерал; офицер
- 1930 — Есть капитан! — игрок
- 1930 — Ненависть — рабочий
- 1930 — Спящая красавица — офицер
- 1930 — Счастливый Кент — рабочий
- 1931 — Златые горы — Крутилов-младший; сын
- 1931 — Разгром — офицер
- 1931 — Снайпер — офицер
- 1932 — Для вас найдётся работа — рабочий
- 1932 — Золотые руки — управдом
- 1932 — Музыкальная олимпиада
- 1932 — Победители ночи (о походе Малыгина в 1931 году)
- 1932 — Три солдата — рабочий
- 1933 — Анненковщина — офицер
- 1934 — Дважды рождённый
- 1934 — Женитьба Яна Кнукке
- 1934 — Люблю ли тебя? — командир
- 1935 — Лунный камень — геолог
- 1935 — Флаг стадиона — инженер
- 1936 — Чудесный корабль — инженер на выставке
- 1937 — Большие крылья — репортёр
- 1937 — Пугачёв — начальник тюрьмы
- 1938 — Одиннадцатое июля — поручик
- 1938 — Друзья — командир Красной армии
- 1938 — Профессор Мамлок — второй шпик
- 1939 — Случай на полустанке — начальник станции
- 1940 — Разгром Юденича — поручик
- 1940 — Шестьдесят дней — командир запаса
- 1941 — Маскарад — офицер
- 1941 — Фронтовые подруги — врач
- 1942 — Актриса — актёр
- 1942 — Боевой киносборник 12 — Ванька
- 1942 — Секретарь райкома
- 1942 — Оборона Царицына — матрос-анархист; 1 и 2 серия
- 1943 — Белорусские новеллы (киносборник) — немецкий офицер
- 1943 — Жди меня
- 1944 — Морской батальон — парашютист
- 1944, 1945 — Иван Грозный — боярин
- 1945 — Небесный тихоход — немецкий лётчик в бункере
- 1945 — Простые люди — лётчик
- 1946 — Крейсер Варяг — офицер
- 1946 — Остров Безымянный — штурман БО
- 1947 — За тех, кто в море — боцман
- 1970 — Бег — участник тараканьих бегов

## Оценочные мнения
Киновед Алексей Тремасов рассказал о том, что будучи уже немолодым человеком, актёр находился ещё в хорошей физической форме. Звёзд с неба не хватал, прекрасно осознавал свои возможности, реально смотрел на мир. 
Обладал чувством самоиронии, в кругу родственников и друзей любил смешно о себе рассказывать. До конца дней он оставался скромнейшим человек, никогда для себя ничего не просил. 
Прожил в своей девятиметровой комнате, умудрялся не только размещать весь свой скарб, но и принимать  к себе гостей.